# Aname mainae
Aname mainae es una especie de araña del género Aname, familia Nemesiidae. Fue descrita científicamente por Raven en 2000.
Se distribuye por Australia. La especie se mantiene activa durante los meses de enero, marzo, septiembre, noviembre y diciembre.